# Lommerange
Lommerange (Duits: Lommeringen ) is een gemeente in het Franse departement Moselle (regio Grand Est) en telt 298 inwoners (2004).

## Geschiedenis
De gemeente maakte deel uit van het kanton Fontoy in arrondissement Thionville-Ouest tot deze op 22 maart 2015 werden opgeheven. De gemeenten van dat kanton werden opgenomen in het kanton Algrange, dat onderdeel werd van het arrondissement Thionville.

## Geografie
De oppervlakte van Lommerange bedraagt 8,1 km², de bevolkingsdichtheid is 36,8 inwoners per km².
De onderstaande kaart toont de ligging van Lommerange met de belangrijkste infrastructuur en aangrenzende gemeenten.

## Demografie
Onderstaande figuur toont het verloop van het inwonertal (bron: INSEE-tellingen).